# بوب كرولي (مدرس)
بوب كرولي (بالإنجليزية: Robert Crowley)‏ هو مدرس أمريكي، ولد في 25 فبراير 1951 في ساوث بورتلاند في الولايات المتحدة.